# Barcaföldvári erődtemplom
A barcaföldvári erődtemplom műemlékké nyilvánított épület Romániában, Brassó megyében. A romániai műemlékek jegyzékében a BV-II-a-A-11694 sorszámon szerepel.